# Abdollah Mojtabavi
Seyed Abdollah Mojtabavi (in persiano سید عبدالله مجتبوی‎; Teheran, 4 gennaio 1925 – 13 gennaio 2012) è stato un lottatore iraniano, specializzato nella lotta libera.

## Palmarès

### Olimpiadi
- 1 medaglia:
  - 1 bronzo (Helsinki 1952 nei 73 kg)

### Mondiali
- 2 medaglie:
  - 1 argenti (Istanbul 1949 nei 67 kg)
  - 1 bronzo (Helsinki 1951 nei 73 kg)